# Jens Spahn
Jens Spahn (Ahaus, Renania del Norte-Westfalia; 16 de mayo de 1980) es un político alemán, exministro de Salud de Alemania. Es diputado del Parlamento Federal alemán, o Bundestag, para el que fue elegido, por primera vez, cuando tenía 22 años por la circunscripción Steinfurt I – Borken I.

## Estudios y vida privada
Spahn se graduó en 1999 en la escuela Episcopal Canisius de Ahaus. En 2001 completó su instrucción como empleado bancario en el Westdeutsche Landesbank y trabajó hasta 2002 como empleado del banco. En 2003, comenzó a estudiar ciencias políticas en la Universidad de Hagen. En 2008, obtuvo una licenciatura, seguida de una maestría en el mismo campo en 2017.
Es católico y está casado, y habló de su homosexualidad por la primera vez con el periódico Süddeutsche Zeitung en julio de 2012.

## Trayectoria política
Se unió a la Junge Union Deutschland cuando tenía 15 años en 1995 y a la CDU en 1997. Presidió la sección local del Junge Union desde 1999 a 2006 y desde 2005 presidió la sección local de la CDU.
Fue miembro del 15.ª, 16.ª, 17.ª, 18.ª y 19.ª legislatura del Bundestag. Ahora es miembro del grupo CDU/CSU sobre políticas de salud y presidente del grupo parlamentario por la salud, tanto como el de la coalición CDU/CSU. Trabajó sobra la reforma de salud de 2007, y sigue trabajando sobra la próxima, particularmente sobre el subjecto de la reforma de las pensiones. El 14 de marzo de 2018 asumió como Ministro de Salud en el Cuarto Gabinete Merkel.
Está también a favor del matrimonio entre personas del mismo sexo y de la equalidad dentro de la ley de la unión civil y el matrimonio. En junio de 2012, propuso un proyecto de ley sobre el matrimonio gay y la igualdad fiscal. Sin embargo su partido político no estuvo de acuerdo y el proyecto no fue aprobado.